# Дитмар, Николай Петрович
Николай Петрович Дитмар (нач. 1820-х, Эстляндская губерния — 1894/1895) — военный губернатор Забайкальской области, управляющий гражданской частью и наказной атаман Забайкальского казачьего войска (1864—1874).

## Биография
Родился в начале 1820-х годов в Эстляндской губернии в семье петра Леонтьевича Дитмара. Обучался в Пажеском корпусе и 30 августа 1841 года был произведён в прапорщики лейб-гвардии Семёновского полка, со старшинством с 5 августа 1841 года. В 1855 году подполковником был переведён в лейб-гвардии Преображенский полк, командовал батальоном; 6 апреля 1856 года произведён в полковники.
В 1862 году был назначен состоять по Министерству внутренних дел; 2 февраля 1864 года произведён в генерал-майоры и назначен военным губернатором Забайкальской области, управляющим гражданской частью и наказным атаманом Забайкальского казачьего войска. Его усилиями в 1865—1869 годах работал мужской пансион, открылось в 1866 году женское училище. Содействовал изданию газеты «Забайкальские ведомости» (с 1865 года), открытию Читинской библиотеки купца М. И. Немерова. Он ввёл льготы на торговлю с Китаем и Монголией, разрешил частную золотодобычу, улучшил обеспечение Нерчинской каторги.
В генерал-лейтенанты был произведён 30 августа 1873 года; 19 апреля 1874 года отчислен от губернаторской должности, с сохранением состоять по армейской пехоте и по Министерству внутренних дел; 6 мая 1885 года зачислен в запас армейской пехоты.
Умер 31 декабря 1894 (12 января 1895) года (запись о смерти датирована 1 января 1895). Похоронен на Троицком кладбище в Петергофе; с ним — жена, Александра Романовна и К. Р. Коншина.

## Награды
- орден Святого Владимира 4-й степени (1856)
- орден Святого Станислава 2-й степени (1858)
- знак отличия беспорочной службы за XV лет (1859)
- орден Святого Владимира 3-й степени (1866)
- орден Святого Станислава 1-й степени (1867)
- орден Святой Анны 1-й степени (1869)
- орден Святого Владимира 2-й степени (1871)

## Семья
Был женат с 1847 года на баронессе Александре Романовне фон Розен (06.08.1827—03.04.1905) — дочери барона Романа Фёдоровича фон Розена. Их дети:
- Наталья (1848—?), вышла замуж за титулярного советника Ивана Николаевича Герарда (1838—1921), брата Н. Н. Герарда; у них дочери : Елена (11.03.1869—?), Мария (17.11.1871—?).
- Евгений (12.06.1850—?)
- Пётр (1849—1924), инженер
- Варвара (1855—1937), замужем за К. П. Степановым
- Ольга (1856–1929), с 1879 года замужем за Дмитрием Оскаровичем Оттом
- Сергей (03.01.1859—?)
- Елена (1860–?), была замужем несколько раз: Лебилецкая, Евстафьева; после развода 20 февраля 1905 года вышла замуж за Сергея Ивановича фон Рихтера.
- Андрей (1865 — не ранее 1950), начальник мотоциклетной команды штаба 1-й армии западного фронта (1914—1917), с 1919 года — за границей, жил в Бразилии, автор «Воспоминаний».